# Учитель Ким, доктор Романтик
«Учитель Ким, доктор Романтик» (англ. Dr. Romantic, кор. 낭만닥터 김사부, Nangmandakteo Gimsabu) — южнокорейский телесериал, в главных ролях Хан Сук Гю, Ю Ён Сок, Со Хён Джин, Ан Хё Соп, Ли Сон Гён и Ким Джу Хун. Премьера сериала состоялась 7 ноября 2016 года на канале SBS.
Второй сезон транслировался с 6 января по 25 февраля 2020 года.
Третий сезон транслировался с 28 апреля по 17 июня 2023 года.

## Сюжет
История о Бу Ён Чжу, хирурге с тройным сертификатом, который когда-то был лучшим в своей области и работал в лучшем медицинском центре Сеула, университетской больнице Госан. После травматического инцидента он исчезает и меняет свое имя на Ким Са Бу. Он начинает работать в небольшой больнице Долдам, расположенной в провинции Канвондо.

## В ролях
- Хан Сук Гю — Ким Са Бу (Учитель Ким) / Бу Ён Чжу
- Ю Ён Сок — Кан Дон Джу (сезон 1)
- Со Хён Джин — Юн Со Чон (сезон 1)
- Ан Хё Соп — Со Ву Джин (сезоны 2-3)
- Ли Сон Гён — Ча Ын Джэ (сезоны 2-3)
- Ким Джу Хун — Пак Мин Гук (сезоны 2-3)

## Обзор серии
| Сезон | Серии | Серии | Даты показа    | Даты показа     | Временной интервал                  | Средняя аудитория (миллионы) |
| Сезон | Серии | Серии | Первая серия   | Последняя серия | Временной интервал                  | Средняя аудитория (миллионы) |
| ----- | ----- | ----- | -------------- | --------------- | ----------------------------------- | ---------------------------- |
| 1     | 20    | 20    | 7 ноября 2016  | 16 января 2017  | Понедельник – Четверг в 22:00 (KST) | N/A                          |
| 2     | 16    | 16    | 6 января 2020  | 25 февраля 2020 | Понедельник – Четверг в 21:40 (KST) | 3.809                        |
| 3     | 16    | 16    | 28 апреля 2023 | 17 июня 2023    | Пятница – Суббота в 22:00 (KST)     | 2.545                        |